# Magníficat (música)
El magníficat es un género de música polifónica vocal religiosa, similar a la cantata, pero basado en el pasaje bíblico de Evangelio de Lucas 1:46-55, que comienza «Magnificat anima mea Dominum» y que no pertenece al año litúrgico.
El magníficat era interpretado antes de las misas en festividades religiosas extraordinarias. Este carácter introductorio le confiere una extensión menor a la de las cantatas.
Destaca en la composición de magníficats la escuela de polifonía española, con autores relevantes como Cristóbal de Morales (primera mitad del siglo XVI) o Tomás Luis de Victoria, ya en la época de la Contrarreforma. Sebastián Aguilera de Heredia compuso en 1618 un conjunto de treinta y seis magníficats titulado Canticum Beatissimae Virginis deiparae Mariae.
Johann Sebastian Bach compuso un importante magníficat en mi bemol mayor (BWV 243) interpretado en las vísperas de Navidad de 1723 en Leipzig. Consta cuatro himnos relativos a la Natividad. Más tarde reescribió la obra en la tonalidad de re mayor, prescindiendo de los himnos, y añadiendo voces de trompetas. Es esta la versión que nos es conocida.
En la actualidad, aunque la producción de este género musical es apenas existente, se puede citar un magníficat escrito en 1997 por el compositor español Jerónimo Maesso.

## Obras
- Varios magníficats de Cristóbal de Morales (1500-1553).
- Varios magníficats de Tomás Luis de Victoria (1548-1611).
- Canticum Beatissimae Virginis deiparae Mariae. Treinta y seis magníficats de Sebastián Aguilera de Heredia (1561-1627) a cuatro, cinco, seis y ocho voces, y a dos coros.
- Magníficat de Claudio Monteverdi (1567-1643).
- Magníficat en do de Johann Kuhnau (1660-1722).
- Magníficat en sol menor RV 610/611 de Antonio Vivaldi (1678-1741).
- Varios Magnificat de Jan Dismas Zelenka (1679-1745).
- Magníficat de Johann David Heinichen (1683-1729).
- Magníficat BWV 243 de Johann Sebastian Bach (1685-1750).
- Magníficat de Domenico Scarlatti (1685-1757).
- Magniticat , una obra coral de Franz Schubert.
- Magníficat de Francesco Durante (1684-1755).
- Magnificat , una obra coral de Anton Bruckner.
- Magnificat de Arvo Pärt (1989).
- Magnificat , una obra coral por John Rutter.
- Magnificat obra musical venezolana de tiempos de la colonia (¿1790?), atribuida a Juan Manuel Olivares (1760-1797),[1] reconstrucción de la partitura (2011) en versión artística de Rafael Saavedra a partir de los manuscritos encontrados

## Discografía
- Magnificat anima mea Dominum. El càtic a Maria al s. XVII hispànic. Este disco del Grupo Exaudi nos, dirigido por Joan Grimalt, contiene 6 magníficats de Joan Pau Pujol, Joan Bta. Comes, Diego de Pontac, Joseph Ruiz Samaniego y Francesc Valls. Editado por Columna Música. Ref 1CM0184